# Mira Pregelj
Mira Pregelj, slovenska slikarka, * 13. september 1905, Ljubljana, † 22. december 1966, Ljubljana.
Družina Pregelj je do leta 1915 živela v Trstu, nato pa se je preselila v Ljubljano, kjer se je Mira vpisala na Kraljevo višjo realko. Tam jo je risanje učil slikar Peter Žmitek in v njej prebudil umetniško dušo. Maturirala je pri starosti 16 let in 9 mesecev, nato pa jo je oče vpisal v Kraljevo umetniško akademijo v Zagrebu. Diplomirala je pred 21. letom, nato pa jo je oče poslal na študijsko potovanje v Italijo. To naj bi storil zato, ker se je Mira v Zagrebu zaljubila v fanta, ki ga oče ni maral.
Kasneje se je Mira preselila nazaj v Litijo in začela ustvarjati. Tik pred drugo svetovno vojno je leta 1940 oče umrl, februarja 1945 pa so ustaši v Zagrebu zaradi suma sodelovanja s partizani obesili njenega brata Slava.
Njeno umetniško ustvarjanje tako umetnostni zgodovinarji ločujejo na čas pred vojno in na čas po njej. Pred vojno je slikala figuralne kompozicije, tihožitja in krajine, po vojni pa se je bolj posvetila lesorezu in linorezu.
Prva povojna leta je Mira Pregelj preživljala v revščini, edini dohodek pa je predstavljala materina pokojnina in poljski pridelki, ki jih je prodajala na tržnici. Stanje se je nekoliko izboljšalo, ko so ji leta 1955 podelili status zelo dobrega slovenskega slikarja, s čimer ji je pripadla pokojnina. Leta 1959 ji je država nacionalizirala rojstno hišo, t. i. Farbarjev turn, kjer je živela z materjo in nečakom.
Svojo prvo razstavo je imela leta 1953 v Mali galeriji, večjo pa nato leta 1956 v prostorih Moderne galerije v Ljubljani. Istega leta je nato razstavljala še v Jakopičevem paviljonu. Kasneje je razstavljala tudi v drugih slovenskih mestih ter na prostoru celotne Jugoslavije.